# Caproni Ca.133
Die Caproni Ca.133 war ein dreimotoriges italienisches Transportflugzeug bzw. ein Bomber der Regia Aeronautica im Zweiten Weltkrieg und der Nachkriegszeit.

## Geschichte
Entworfen wurde die Ca.133 von Rudolfo Verduzio bei Caproni im Jahr 1934. Die Maschine basierte auf der Caproni Ca.101 von 1927. Der Erstflug erfolgte 1934 und die Serienproduktion begann 1935. Vom Flugzeug gab es sowohl zivile als auch militärische Varianten. Die Fluggesellschaft Ala Littoria flog eine Variante für maximal 16 Passagiere. Die Unterschiede zur Ca.101 waren unter anderem die Verkleidung der Motoren zur Verringerung des Luftwiderstands, Verkleidungen am Hauptfahrwerk, andere Landeklappen und ein geändertes Leitwerk. Die militärische Version kam bereits früh im Italienisch-Äthiopischen Krieg von 1935/36 zum Einsatz. Der Truppentransporter Ca.133T konnte bis zu 18 Soldaten aufnehmen. Einige Caproni Ca.133 wurden Mitte der 1930er-Jahre auch nach Österreich exportiert. Dort wurden sie unter anderem in der Bomberstaffel 1B des Fliegerregiment Nr. 2 der österreichischen Luftwaffe eingesetzt.
Im Zweiten Weltkrieg kamen Ca.133 an allen Fronten zum Einsatz. Neben dem Truppentransport dienten sie als leichte Bomber und Sanitätsflugzeuge. Bewaffnet waren die Maschinen mit vier 7,7-mm-MGs bzw. 500 kg Bomben. Ein MG feuerte aus der linken Tür und ein weiteres war in einer offenen Stellung auf der Rumpfoberseite kurz hinter den Tragflächen angebracht. Zwei MG wurden aus Öffnungen in der Rumpfunterseite eingesetzt. Das Fahrwerk war starr, und zwei der drei 460-PS-Motoren Piaggio Stella VII.C 16 waren in Motorgondeln unter den Tragflächen aufgehängt.
Die Ca.148 wurde später der Nachfolger der Ca.133, der noch lange nach dem Zweiten Weltkrieg verwendet wurde. Dieses Modell wurde 1938 eingeführt. Veränderungen waren ein um etwa 0,90 m nach vorne verlegtes Cockpit und die Verlegung der großen Kabinentür hinter die Tragflächenhinterkante. Bei den vorherigem Modellen befand sich die Tür unter der linken Tragfläche. Weiterhin wurde ein verstärktes Fahrwerk montiert. Diese Version flog noch bei der italienischen Nachkriegs-Luftwaffe. Die Ca.148 war grundsätzlich unbewaffnet. Die Passagierkapazität betrug 18 statt 16 Personen bei der Ca.133.

## Varianten
- Ca.133 – Bomber und Transporter
- Ca.133S – Sanitätsflugzeug
- Ca.133T – Truppentransporter
- Ca.148 – erweiterte Nachfolgerversion (ziviler und militärischer Transporter)

## Militärische Nutzer
Königreich Italien
- Regia Aeronautica

 Italienische Sozialrepublik
- Aeronautica Nazionale Repubblicana

 Italien
- Aeronautica Militare (nach dem Krieg)

 Österreich
- Österreichische Luftwaffe: 5

 Vereinigtes Königreich
- Royal Air Force (eine Beutemaschine)

## Technische Daten
| Kenngröße             | Daten                                                                       |
| --------------------- | --------------------------------------------------------------------------- |
| Besatzung             | 5 (Bomber) / 2 (Transporter)                                                |
| Länge                 | 15,36 m                                                                     |
| Spannweite            | 21,34 m                                                                     |
| Flügelfläche          | 65 m²                                                                       |
| Flügelstreckung       | 7,0                                                                         |
| Höhe                  | 4,0 m                                                                       |
| Leermasse             | 4000 kg                                                                     |
| Startmasse            | 6525 kg                                                                     |
| Antrieb               | 3 × 7-Zylinder-Sternmotoren Piaggio Stella VII.C 16; je 460 PS (ca. 340 kW) |
| Höchstgeschwindigkeit | 280 km/h                                                                    |
| Reisegeschwindigkeit  | 230 km/h                                                                    |
| Dienstgipfelhöhe      | 5500 m                                                                      |
| Reichweite            | 1350 km                                                                     |
| Bewaffnung            | 4 × 7,7-mm-MGs, 500 kg Bomben                                               |